# Windir
Windir (Guerrero Primitivo en castellano) fue un grupo noruego de black/folk/viking metal de la localidad de Sogndal que combinó black metal folclórico con mitología nórdica. La banda tocó durante diez años, entre 1994 y 2004, y se disolvió tras la muerte del cantante, fundador y artista multidisciplinar Terje "Valfar" Bakken, a causa de una hipotermia.
Su estilo está claramente marcado por tintes del folclore de la zona de Sogndal y muchas de sus letras están cantadas en sognamaol, el dialecto del noruego que se habla en la zona. El grupo obtuvo éxito, siendo bastante conocido en la escena black metal de Noruega.

## Historia

### Los inicios
En sus inicios, Windir era el proyecto de un único músico, Valfar. Éste había tocado en varias bandas de black y death metal, pero no encontró interesantes dichos proyectos y decidió fundar su banda para aportar su original visión musical. Así nace Windir.
Valfar comenzó grabando las primeras demos Sognariket y Det gamle riket que dieron a conocer a Windir entre 1995 y 1996 a la escena underground del metal noruego. Estas demos llegaron a los oídos del sello Head not found/Voices of wonder que decidió apostar por la banda.
Este primer disco fue Soknardalr (1997) grabado en Oslo y tocado íntegramente por Valfar, excepto las baterías que fueron tocadas por Steingrim.
El disco muestra unas composiciones brillantes mezclando el black metal puro con toques de épicos folclóricos, sello de identidad del grupo.

### El desarrollo del grupo
Recién publicado el primer álbum, Valfar se pone manos a la obra con el segundo, Arntor (1999). Para esta ocasión, Windir contaría con varios músicos de estudio para su grabación, no solo Valfar y Steingrim. Dicha grabación sería en los famosos estudios Grieghallen de Bergen, donde han grabado las más importantes bandas de black metal de Noruega.
Este disco contiene mucho más folclore que las anteriores publicaciones en las letras, prácticamente enfocadas a la cultura de la zona de Sogndal, tanto de su entorno como de mitos más generales noruegos y con tan épicos como folclóricos en las composiciones musicales de los temas.
Su siguiente publicación sería 1184 (2001), un gran salto para Windir, pues es aquí donde finalmente se presentan como banda y no solamente como un proyecto de una o dos personas. Es cuando Hvàll y miembros del exgrupo de este último (Ulcus) se unen a Windir.

### Muerte de Valfar y disolución
El último álbum del grupo sería Likferd (2003) donde se continuó con la línea marcada por 1184. 
fue grabado en octubre de 2003 en los estudios Abyss Studio. El grupo estaba en pleno apogeo, girando con mucho éxito tanto en Noruega como en Estados Unidos.
Valfar fallece en enero de 2004 a causa de una hipotermia en los montes de Sogndal. Al parecer el cantante tuvo un accidente y no pudo escapar del frío, muriendo congelado.
Sus compañeros rindieron tributo a su amigo y respetado músico, con un doble CD de recopilación llamado Valfar, ein Windir (2004), realmente difícil de conseguir. Los miembros de la banda decidieron dar a la familia de Valfar todos los fondos recaudados provenientes de las ventas de su último álbum. 
Además de conciertos en su memoria, finalmente publicaron un DVD llamado Sognametal (2005).
Los títulos de sus discos y muchas de sus canciones tratan interesantes temas de la historia y cultura noruegas, tanto mitológicos como hechos constatados de la historia de Noruega.
Actualmente, los integrantes de Windir tienen otra banda, llamada Vreid, continuadora del proyecto musical que tenía Valfar en mente.

## Miembros
- Valfar - vocalista, acordeón e instrumentos adicionales
- Hvàll - Bajo (Ulcus, Vreid)
- Steingrim - Batería (Ulcus, Vreid, Cor Scorpii)
- Sture - Guitarra rítmica (Ulcus, Vreid, Finnugor)
- Strom - Guitarra principal (Ulcus, Cor Scorpii, Mistur)
- Righ - Sintetizador y teclados (Ulcus, Cor Scorpii)

## Discografía

### Álbumes
- Sóknardalr (1997)
- 1- Sognariket Sine Krigarar
- 2- Det Som Var Haukareid
- 3- Mørket Sin Fyrste
- 4- Sognariket Si Herskarinne
- 5- I Ei Krystallnatt
- 6- Rovhaugane
- 7- Likbør
- 8- Sorknardalr

- Arntor (1999)
- 1- Byrjing
- 2- Arntor, Ein Windir
- 3- Kong Hydnes Haug
- 4- Svartesmeden Og Lundamyrstrollet
- 5- Kampen
- 6- Saknet
- 7- Ending

- 1184 (2001)
- 1- Todeswalzer
- 2- 1184
- 3- Dance Of Mortal Lust
- 4- The Spiritlord
- 5- Heidra
- 6- Destroy
- 7- Black New Age
- 8- Journey To The End

- Likferd (2003)
- 1- Resurrection Of The Wild
- 2- Martyrium
- 3- Despot
- 4- Blodssvik
- 5- Fagning
- 6- On The Mountain Of Goats
- 7- Dauden
- 8- Ætti Mørkna

- Valfar, ein Windir (Recopilatorio in memoriam Valfar) (2004)
- CD 1
- 1- Stri (Intro) (New Windir Song)
- 2- Stridmann (New Windir Song)
- 3- Dans På Stemmehaugen (Re-recording From Sognariket Demo)
- 4- The Profound Power (Ulcus Cover)
- 5- Dauden (Performed By Enslaved)
- 6- Ending (Performed By Finntroll)
- 7- Mørket Fyrste (Performed By E-head)
- 8- Destroy (Performed By Notodden All Stars)
- 9- Likbør (Performed By Weh)
- 10- Svartesmeden Og Lundamyrstrollet (Live In Trondheim)
- 11- Blodssvik (Live In Trondheim)
- CD 2
- 1- Soge II: Framkomsten
- 2- Krigaren Si Gravferd
- 3- Sognariket Sine Krigarar
- 4- Byrjin
- 5- Arntor, Ein Windir
- 6- Saknet
- 7- 1184
- 8- Journey To The End
- 9- Martyrium
- 10- Fagning
- 11- On The Mountain Of Goats
- 12- Sorknardarl

### Demos
- Sogneriket (1994)
- 1- Krigaren Si Gravferd
- 2- Immortality
- 3- Sogneriket
- 4- Norrøn Seier
- 5- Dans På Stemmehaugen
- 6- Fjell Og Dalar
- 7- Soge I: Reisen
- 8- Soge II: Framkomsten
- Det Gamle Riket (1995)
- 1- Mørkrets Fyrste
- 2- Sognarikets Herskarinne
- 3- Røvhaugane
- 4- Krigaren Si Gravferd

### Videos
- SognaMetal (DVD) (2005)

## Enlaces
- Sitio oficial de Windir
- Biografía en inglés
- Lista de álbumes con buena información
- Sitio no oficial de Windir
- Windir en Encyclopaedia Metallum
- Windir en Encyclopaedia Folk Metal
- Windir Fanlisting (enlace roto disponible en Internet Archive; véase el historial, la primera versión y la última).

- Datos: Q928093